# Independence (Oregon)
Independence és una població dels Estats Units a l'estat d'Oregon. Segons el cens del 2000 tenia 6.035 habitants.

## Demografia
Segons el cens del 2000, Independence tenia 6.035 habitants, 1.994 habitatges, i 1.425 famílies. La densitat de població era de 1.000,1 habitants per km².
Dels 1.994 habitatges en un 38,1% hi vivien nens de menys de 18 anys, en un 53% hi vivien parelles casades, en un 14% dones solteres, i en un 28,5% no eren unitats familiars. En el 18,4% dels habitatges hi vivien persones soles el 6,8% de les quals corresponia a persones de 65 anys o més que vivien soles. El nombre mitjà de persones vivint en cada habitatge era de 2,98 i el nombre mitjà de persones que vivien en cada família era de 3,41.
Per edats la població es repartia de la següent manera: un 30,5% tenia menys de 18 anys, un 14,1% entre 18 i 24, un 26,4% entre 25 i 44, un 20,1% de 45 a 60 i un 9% 65 anys o més.
L'edat mediana era de 29 anys. Per cada 100 dones de 18 o més anys hi havia 93,5 homes.
La renda mediana per habitatge era de 36.790$ i la renda mediana per família de 40.466$. Els homes tenien una renda mediana de 30.253$ mentre que les dones 22.527$. La renda per capita de la població era de 13.933$. Aproximadament el 14,6% de les famílies i el 16,9% de la població estaven per davall del llindar de pobresa.

## Poblacions més properes
El següent diagrama mostra les poblacions més properes.